# Ectropis obrussata
Ectropis obrussata là một loài bướm đêm trong họ Geometridae.